# Argyrodes zonatus
Argyrodes zonatus es una especie de araña de telaraña irregular del género Argyrodes, de la familia Theridiidae, orden Araneae. Fue descrita por Walckenaer en 1841.
Se distribuye por África: Guinea Ecuatorial (Bioko), África Oriental, Sudáfrica, Suazilandia, Madagascar, Reunión y Mayotte. Fue publicada en Histoire naturelle des Insects. Aptères. Tome deuxième. Roret, 549 pp., Pl. 16-, 22.